# Mary Heaton Vorse
Mary Heaton Vorse O'Brien (1874-1966) est une journaliste américaine, syndicaliste, polémiste et romancière. Elle s'engage pour le droit de vote des femmes aux États-Unis, les droits civiques, le pacifisme (en particulier dans le cadre de la Première Guerre mondiale), le socialisme, l'arrêt du travail des enfants, la lutte contre la mortalité infantile, le droit de grève et le droit au logement.  

## Enfance et éducation
Mary Heaton naît le 9 octobre 1874, à New York, d'Ellen Marvin Heaton et Hiram Heaton. Elle est élevée dans une famille aisée de Amherst dans une maison de 24 pièces avec des demi-frères et sœurs du précédent mariage de sa mère. En 1852, cette dernière a épousé le capitaine Charles Bernard Marvin, un riche magnat du transport maritime et marchand d'alcool, de plus de 20 ans son aîné. Ellen Marvin est veuve à 37 ans et a cinq enfants. En 1873, elle épouse le père de Mary, propriétaire du Stockbridge Inn.  
La famille Heaton voyage beaucoup, passant plus d'un an en Europe, où Mary va à l'école maternelle à Hanovre et en première année d'école primaire à Dresde, apprenant donc l'allemand. Plus tard, la famille acquiert un appartement à Paris, où Mary apprend le français, suivi plus tard d'un hiver en Autriche.  
Dans ses mémoires de 1935, elle fait remonter son intérêt pour les problèmes politiques et économiques à sa jeunesse, quand sa mère lui lit un livre de l'ethnographe George Kennan sur le système pénal brutal de la Sibérie.  Un intérêt pour la littérature russe classique suit cette lecture, tandis que son père lui enseigne lui-même l'histoire des États-Unis. 
À Amherst, elle fréquente des universitaires et suit les discussions de son père avec ses éminents invités, y compris le président de l'université du Massachusetts à Amherst, Henry Hill Goodell, et le professeur d'anthropologie John Tyler. 
Elle arrête ses études classiques alors qu'elle est encore jeune et obtient l'autorisation de se rendre plusieurs hivers à Paris pour y étudier l'art. En 1896, Heaton commence à étudier à l'Art Students League à New York, créée 20 ans plus tôt en rébellion contre la nature conservatrice de l'enseignement à l'académie américaine des Beaux-Arts. Quand Mary Heaton y entre, l'école est en plein essor, avec plus de 1 100 élèves à temps plein ou partiel séparés par genre, étudiant l'art du croquis, la sculpture et la peinture.  
Elle apprécie de participer à l'avant-garde artistique mais manque cruellement de talent. 

## Carrière
Mary Heaton est influencée par les idées du féminisme. De nombreuses femmes riches et éduquées, comme elle, sont à l'avant-garde du mouvement pour les droits des femmes à l'indépendance économique, à l'éducation, au droit de vote et à la contraception.  
Son premier mari est Albert White « Bert » Vorse, un journaliste quivoyage beaucoup  et qui travaille pendant un an dans une settlement house à Boston, dirigée par Edward Everett Hale.  Ils se marient le 26 octobre 1898  après une brève relation et ont deux enfants: un garçon, Heaton, né en 1901 et une fille, Mary, née en 1907.  
Le couple s'intéresse aux problèmes sociaux du moment, se penchant sur le journalisme d'investigation ou muckracking et se liant d'amitié avec le journaliste radical Lincoln Steffens. Les Vorse font souvent du bateau avec Steffens et sa femme.  
Bert est bientôt affecté à Paris comme correspondant du Public Ledger. C'est en France que Mary, encouragée et instruite par son mari, commence à s'essayer à l'écriture. Elle publie d'abord des fictions romantiques à des magazines féminins. Ses histoires mettent souvent en scène une héroïne robuste et énergique qui gagne l'affection d'un homme convoité par une rivale à la féminité plus conventionnelle.  
En 1904, les Vorse déménagent à Venise, où Mary découvre le monde de la classe ouvrière et de ses luttes.  
Bert meurt le 14 juin 1910 d'une hémorragie cérébrale.  

## Militantisme et journalisme

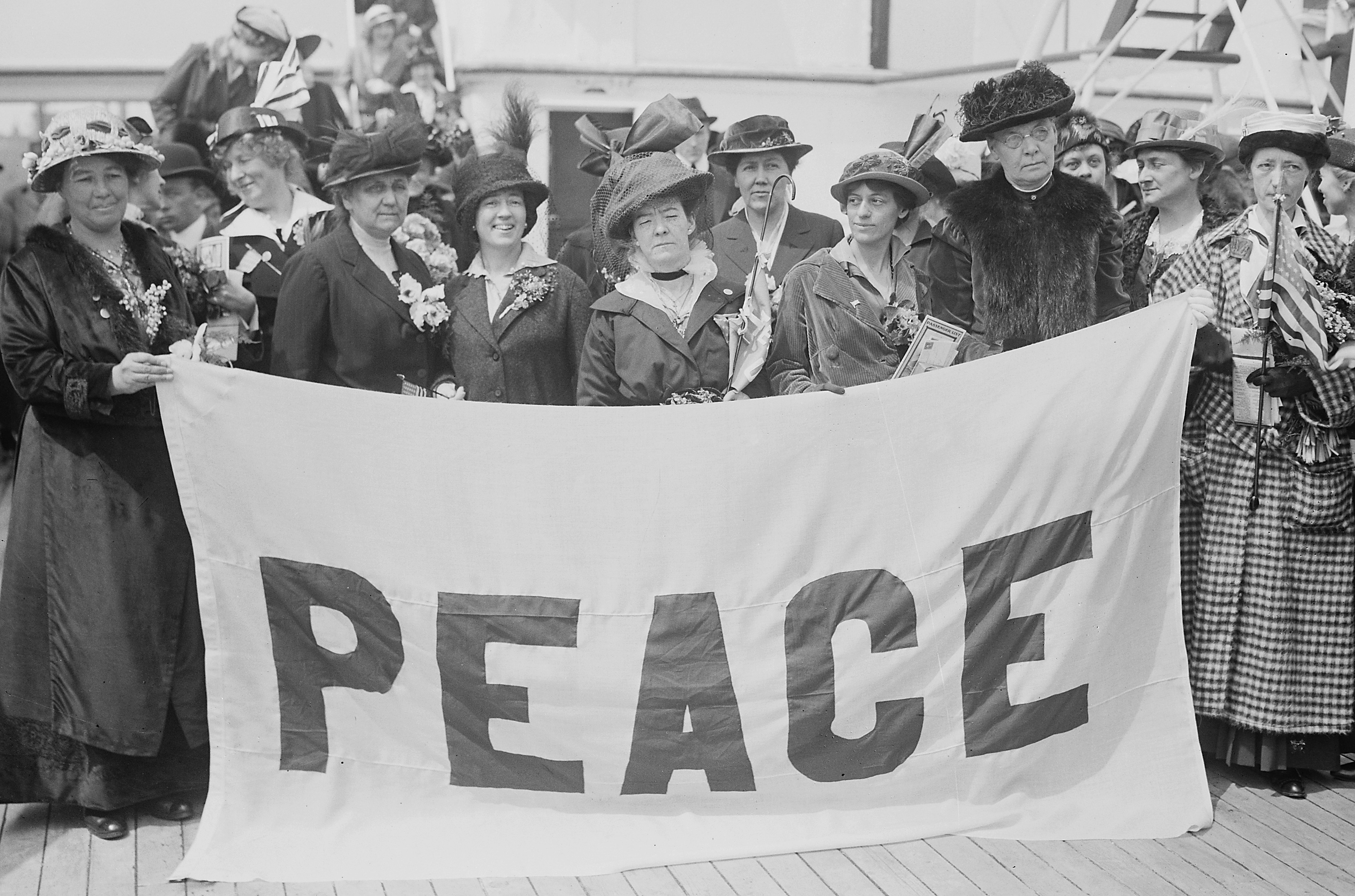
Déléguées féminines à la Conférence de la paix des femmes de 1915 à La Haye, à bord du MS Noordam. Avril 1915. La photographie montre les déléguées américaines au Congrès international des femmes qui s’est tenu à La Haye, aux Pays-Bas, en 1915. Parmi les déléguées figurent : la féministe et militante pacifiste Emmeline Pethick-Lawrence (1867-1954), l’activiste sociale et écrivaine Jane Addams (1860-1935), et Annie E. Malloy, présidente du syndicat des opératrices téléphoniques de Boston. À droite de Malloy se trouve peut-être la journaliste spécialisée dans les questions de travail et militante Mary Heaton Vorse (1874-1966) et la femme portant un chapeau à l’extrême droite pourrait être Lillian Kohlhamer de Chicago.

En 1912, elle épouse le journaliste Joe O'Brien, un socialiste de Virginie qu'elle rencontre lors de la grève du textile à Lawrence. Le couple a eu un enfant, un garçon né en 1914. Joe O'Brien meurt l'année suivante. 
Vorse se lance dans la lutte contre le militarisme et l'entrée américaine dans la Première Guerre mondiale et est membre fondatrice du Woman's Peace Party en janvier 1915. Elle devient déléguée du New York Woman Suffrage Party au Congrès international des femmes pour la paix qui se tient à La Haye fin avril 1915, voyageant à bord du MS Noordam pour y assister.  
Elle publie dans le New York Post, New York World, McCall's, Harper's Weekly, Atlantic Monthly, The Masses, New Masses, New Republic et McClure's Magazine ainsi que divers services de presse.  
Elle participe à la grève du textile à Lawrence, la grève de l'acier de 1919 (en), la grève des travailleurs du textile de 1934 (en) et les grèves du charbon dans le comté de Harlan, Kentucky. Elle chronique chacune d'entre elles pour la presse. 
De 1919 à 1923, Vorse est en couple avec le dessinateur communiste Robert Minor.    

## Mort et postérité
Vorse meurt à 92 ans d'une crise cardiaque le 14 juin 1966, à son domicile de Provincetown, à l'extrême pointe de Cape Cod, où elle est également enterrée. 
En plus de ses mémoires écrits en 1935, Vorse elle a participé à un projet d'histoire orale à l'Université Columbia en 1957, une interview qui a été transcrite et conservée par l'université.  
Vorse a également écrit plusieurs histoires de fantômes, dont "The Second Wife" (1912),. 
Elle aurait inspiré le personnage de Mary French dans la trilogie U.S.A. de John Dos Passos.

## Prix et récompenses
Quatre ans avant sa mort, Vorse, âgée de 88 ans, participe au banquet du jubilé d'argent des United Auto Workers, accompagnée du dirigeant syndical Walter Reuther. Elle y reçoit premier prix de justice sociale de l'UAW. 